# Kontrabas

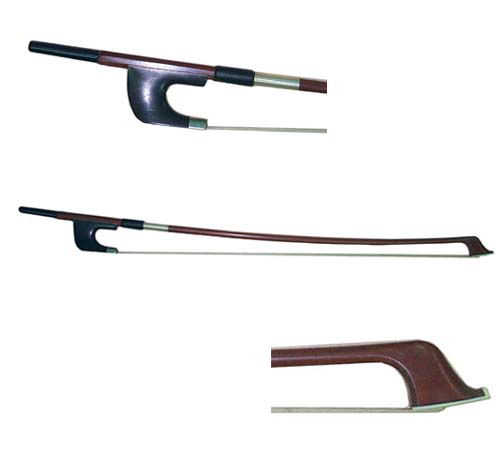
Niemiecka odmiana smyczka

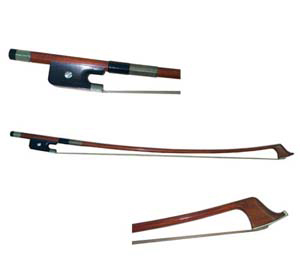
Francuska odmiana smyczka

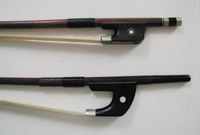
Porównanie smyczka francuskiego (góra) i niemieckiego (dół).

Kontrabas (wł. contrabbasso, skrót: cb.) – muzyczny instrument strunowy z grupy smyczkowych; jest największym instrumentem z rodziny skrzypiec. Muzyk grający na kontrabasie to kontrabasista.

## Budowa
Kontrabas składa się z pudła rezonansowego z dwoma otworami, gryfu z bezprogową podstrunnicą, zakończonego główką w charakterystycznym kształcie ślimaka.

### Struny i brzmienie
Instrument posiada cztery struny, podparte na mostku, napinane za pomocą klinowych naciągów. Strojone są w kwartach (począwszy od najniżej strojonej): E1 (41,2 Hz), A1 (55 Hz), D (73,4 Hz), G (98 Hz) i obejmuje zakres dźwięków od E1 (w kontrabasach orkiestrowych, 5-strunowych C1 (32,7 Hz), a w niektórych odmianach niemieckich H2 (30,86 Hz)) do g1 w typowym wykorzystaniu, jednak w niektórych utworach solowych z wykorzystaniem flażoletów przy podstawku sięga się prawdziwego kresu skalowego kontrabasu, uzyskując w ten sposób nawet dźwięki o wysokościach przekraczających g² (g dwukreślne w brzmieniu), sięgając nawet g³. Kontrabas transponuje oktawę w dół w kluczu basowym.
Aby uzyskać jeszcze niższe dźwięki, kontrabas wyposaża się w skomplikowane urządzenie przestrajające strunę E1 lub dodaje dodatkową niższą strunę C1, a w niektórych odmianach niemieckich - H2 (kontrabasy pięciostrunowe występują na ogół w orkiestrach symfonicznych i powszechnie nazywane są orkiestrowymi). 
Eksperymenty w osiąganiu coraz niższych dźwięków doprowadziły do budowy instrumentów takich jak np. oktobas, trzystrunowa odmiana kontrabasu o wysokości ponad 3,9 m, zbudowana przez Jean-Baptiste’a Vuillaume’a w 1849. Na oktobasie grało jednocześnie dwóch instrumentalistów. Najniższym dźwiękiem granym przez instrument był C.
Czasami (w muzyce jazzowej) spotyka się też kontrabasy o 4 strunach, strojonych kwintami o oktawę niżej niż wiolonczela: C1, G1, D, A. Instrumenty te są jednak rzadkością. W 1989 Amerykanin John Geyer zbudował jeszcze większy instrument, Grand Bass, mierzący 4,5 m wysokości.

### Wymiary
- Wysokość całego instrumentu (pudło+szyjka+nóżka) do ok. 200 cm, bez nóżki ok. 180 cm[1].
- Długość smyczka – 60 cm[1]

## Sposób gry na kontrabasie
Grający (solista) na kontrabasie zwykle stoi, a w orkiestrze – siedzi na specjalnym wysokim stołku, stawiając instrument skośnie przed sobą.

## Pochodzenie instrumentu
Kontrabas, podobnie jak inne instrumenty z tej rodziny (skrzypce, altówka i wiolonczela) powstał w początkach XVI wieku. Jest „hybrydą” – połączeniem instrumentów z rodziny skrzypiec i violi da gamba. Początkowo prawdopodobnie był wiolonczelą o niższym stroju. Ponieważ jednak pudło wiolonczeli było zbyt małe, by odpowiednio wzmocnić tak niskie dźwięki, zaczęto budować instrumenty większych rozmiarów. Pierwsze znane odniesienie do instrumentu pochodzi z pism Michaela Praetoriusa (1571–1621). Pisze on o instrumencie nazwanym viola da gamba sub-base. Był to monstrualny instrument o wysokości ponad ośmiu stóp (ponad 2,4 m), posiadający pięć strun. Podstrunnica wyposażona była w progi, a instrumentalista grał dźwięki brzmiące o oktawę niżej, niż były zapisane w partyturze, co jest zresztą standardową praktyką do dziś. Kontrabas opisany przez Praetoriusa był przedstawicielem włoskiej szkoły budowy tego instrumentu. Mniej więcej w tym samym czasie powstała niemiecka szkoła budowy kontrabasów. Instrumenty niemieckie były nieco mniejsze i miały inną konstrukcję pudła. We włoskich basach tylna ściana pudła była wypukła (z rodzajem podłużnego garba), podczas gdy w niemieckich była płaska.

## Zastosowanie kontrabasu

### Instrument orkiestrowy
Już w okresie baroku kontrabas, określany nazwą violone, należał standardowo do orkiestrowej grupy continuo. Był jednak instrumentem bardzo kosztownym, bowiem na jedną grubą strunę (owijaną dodatkowo srebrem) trzeba było zużyć około stu jelit. W XVIII wieku kontrabas ostatecznie przyjął postać używaną do dziś, tracąc jednocześnie progi na podstrunnicy oraz zyskując odrębną pięciolinię w partyturze - wcześniej dublował on jedynie wiolonczelę w dolnej oktawie, a grupa połączonych wiolonczel i kontrabasów nosiła nazwę Bassi. Stałe miejsce pośród pierwszoplanowych instrumentów orkiestrowych kontrabas zajął za sprawą Richarda Wagnera, który rozciągnął zakres brzmienia orkiestry do ekstremum.

### Instrument solowy
Pierwszym wirtuozem kontrabasu był Domenico Dragonetti (1763–1846). Dzięki niemu kontrabas znalazł swoje miejsce w orkiestrze jako samodzielna grupa instrumentów. Giovanni Bottesini (1821–1889) wzniósł sztukę gry na kontrabasie do zenitu, czyniąc z niego instrument solowy. Swą grą zainspirował Verdiego do skomponowania solowej partii na ten instrument w operze Otello. 
Kompozytorami komponującymi utwory solowe na kontrabas byli m.in.:
- Barry Guy,
- Domenico Dragonetti,
- Eduard Tubin,
- Galina Ustwolska,
- Giovanni Bottesini,
- Henry Eccles,
- Josef Emanuel Storch,
- Paul Hindemith,
- Siergiej Kusewicki,
- Tadeusz Wielecki,
- Tadeusz Zygfryd Kassern.

Do XIX- i XX-wiecznych wirtuozów instrumentu należą: Adam Bronisław Ciechański, Misza Hairulin, Gustav Laska, Lebrecht Goedecke, Eduard Madenski, Italo Caimmi, Eduard Nanny, Franz Simandl, Joseph Eraebe, Siergiej Kusewicki, Jorma Katrama, Gary Karr, Bartosz Sikorski, Jurek Dybał oraz Helmut Nadolski. Od czasów Dragonettiego wśród kontrabasistów-solistów grających smyczkiem popularny stał się wyższy o sekundę strój Fis, H, e, a, ponieważ używane dawniej struny z jelit zwierzęcych w stroju tradycyjnym (E, A, d, g) nie posiadały zadowalającej siły brzmienia. Przy silniejszym naprężeniu uzyskiwano silniejszy dźwięk, ale także podwyższony strój. Współcześnie coraz więcej solistów używa stroju orkiestrowego (E, A, d, g).

### W muzyce rozrywkowej
W XX wieku kontrabas wszedł na stałe do instrumentarium jazzowego oraz rockandrollowego w pierwszej fazie rozwoju, jak i rockabilly oraz psychobilly, jako element sekcji rytmicznej. W tych gatunkach gra się na nim niemal wyłącznie pizzicato, a w szybszych lub bardziej dynamicznych utworach, głównie w psychobilly, metodą tzw. slapingu, polegającą na silnym odciąganiu struny, tak by uderzała w podstrunnicę, wydając w ten sposób charakterystyczny dźwięk.
Współcześnie kontrabas w muzyce rozrywkowej jest często zastępowany przez gitarę basową, a z muzyki popowej i rockowej został niemal całkowicie przez nią wyparty.